# 北房水田バスストップ
北房水田バスストップ（ほくぼうみずたバスストップ）は、岡山県真庭市宮地の岡山自動車道上にあるバス停。

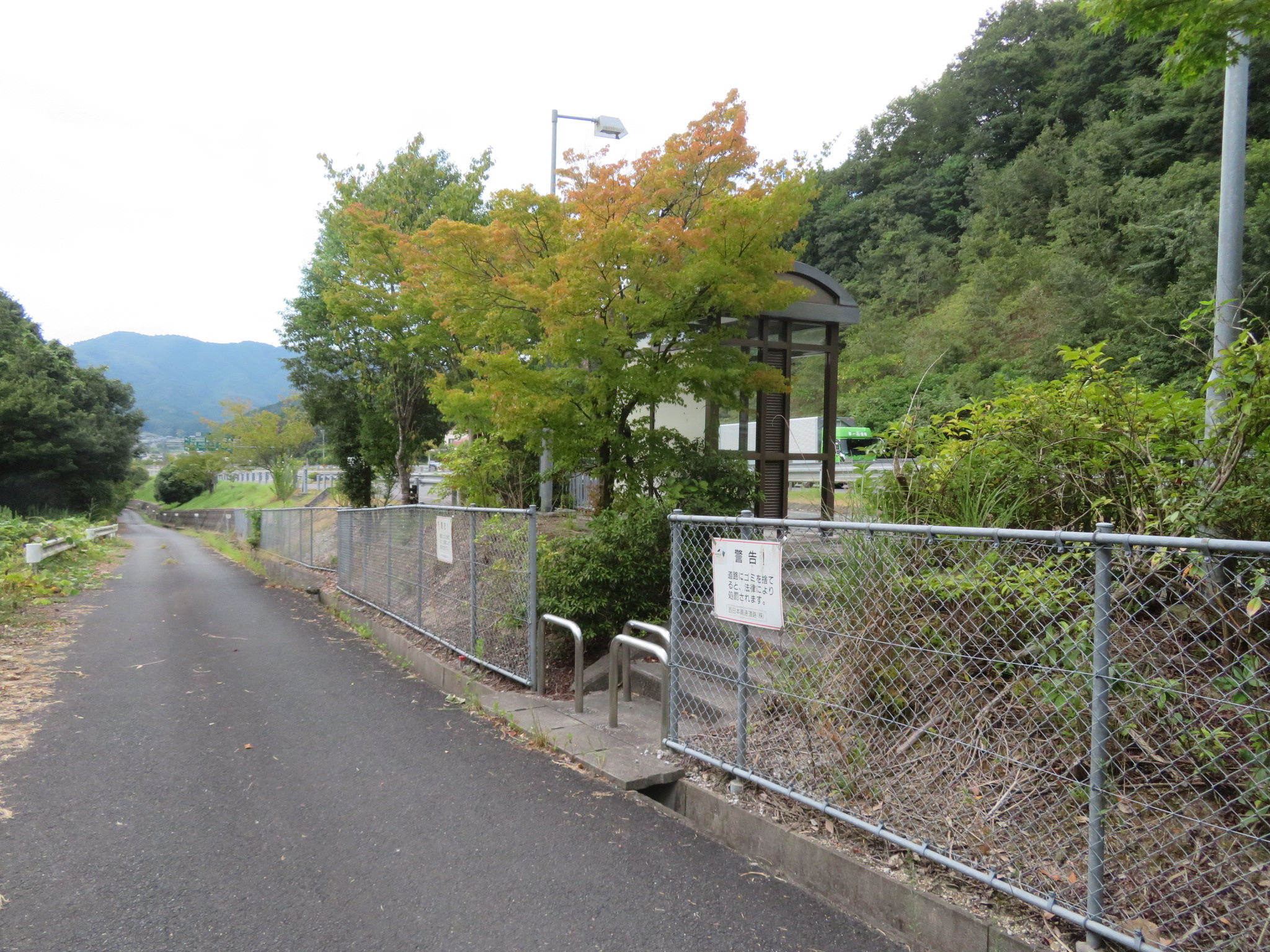
北房水田BS（上り線）

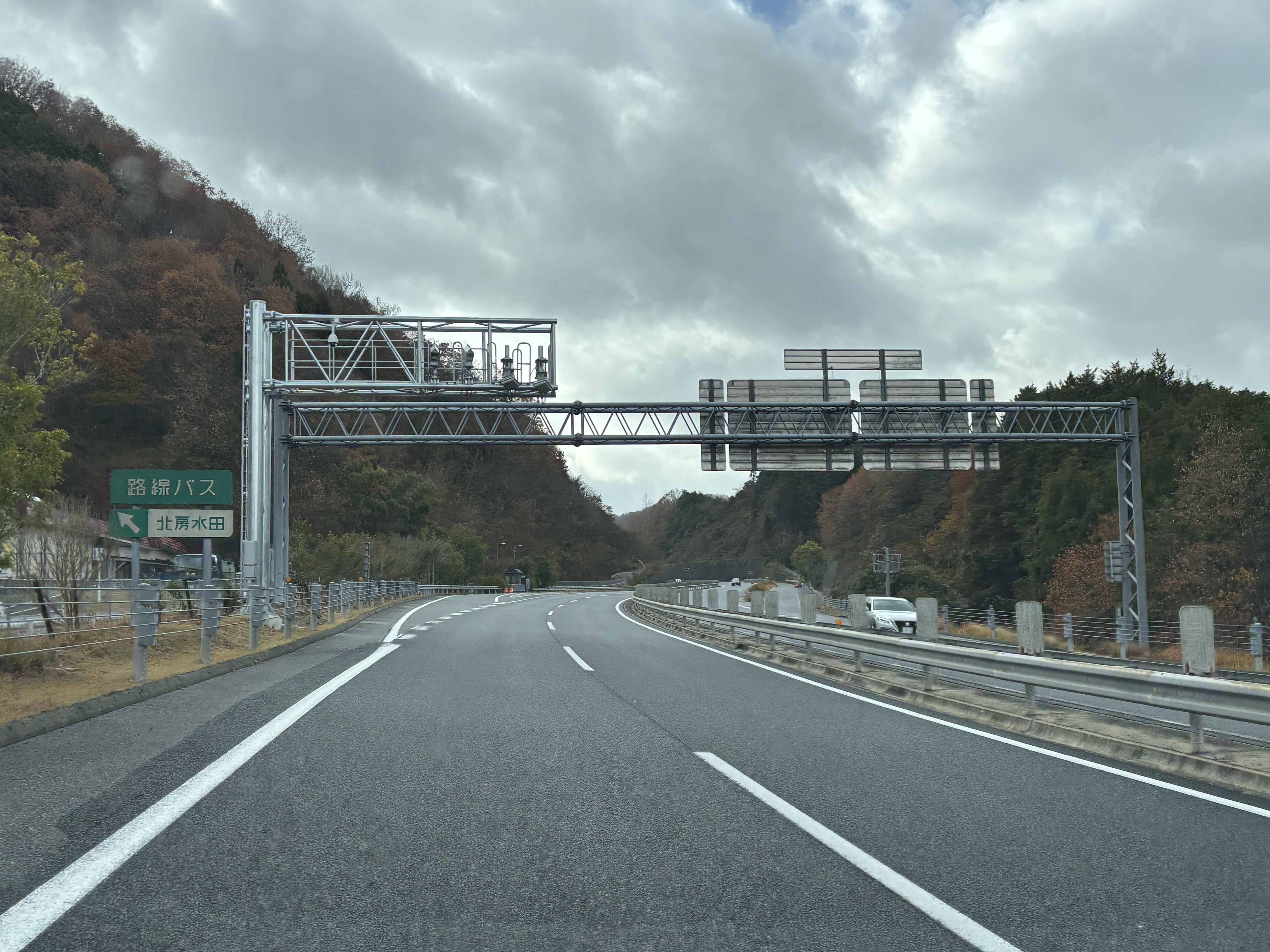
本線から見た北房水田BS（上り）

## 停車する路線
なお、新倉吉街道エクスプレス（倉吉方面）、ももたろうエクスプレス（米子・松江・出雲方面）は当バスストップには停車しない（運行経路上であるが通過扱いとなる）。
| のりば | 愛称          | 会社名       | 行先                                       | 備考 |
| ------ | ------------- | ------------ | ------------------------------------------ | ---- |
| 上り線 | 岡山 - 勝山線 | 中鉄北部バス | 岡山（岡山駅東口・天満屋バスステーション） |      |
| 下り線 | 岡山 - 勝山線 | 中鉄北部バス | 真庭（真庭市役所・中国勝山駅）             |      |

## 隣
E73 岡山自動車道
(3) 有漢IC/BS - 北房水田BS - (17) 北房JCT

## バス停へのアクセス
- 備北バス 境入口バス停（国道313号）から徒歩約12分

## 位置情報
- 北緯34度58分46秒 東経133度41分05秒 / 北緯34.97944度 東経133.68472度
- 呰部(高梁) - 地理院地図
- 北房水田バスストップ - Google マップ